# Saint-Laurent-la-Conche
Pour les articles homonymes, voir Saint-Laurent.
Saint-Laurent-la-Conche est une commune française située dans le département de la Loire en région Auvergne-Rhône-Alpes.

## Géographie

### Situation
Saint-Laurent-la-Conche fait partie du Forez. La commune est dans la plaine du Forez, en rive droite (côté est) de la Loire, à 6,5 km (à vol d'oiseau) au sud-sud-ouest de Feurs. Sa sous-préfecture Montbrison est à 20 km au sud-ouest, sa préfecture  Saint-Étienne à 33 km au sud-est en passant par Cuzieu / la D6,.

### Communes limitrophes
|                    | Feurs                   | Valeille             |
| Chambéon           | Saint-Laurent-la-Conche | Saint-Cyr-les-Vignes |
| Magneux-Haute-Rive | Marclopt                |                      |

### Hydrographie
L'élément majeur est bien sûr la Loire, qui borde la commune à l'ouest. Son affluent la Toranche conflue avec elle sur la commune.
Il existe plusieurs étangs sur la commune. Les plus grands sont l'étang Mazoyer près du hameau du même nom (2,2 km nord-est du bourg), l'étang près du hameau de la Croix Blanche (2 km sud-est du bourg), les étangs de gravières en bord de Loire (1 km au sud du bourg). Noter aussi, à environ 107 km au nord du bourg en rive de Loire, les surfaces mi-étang mi-marais près des Moriaux.

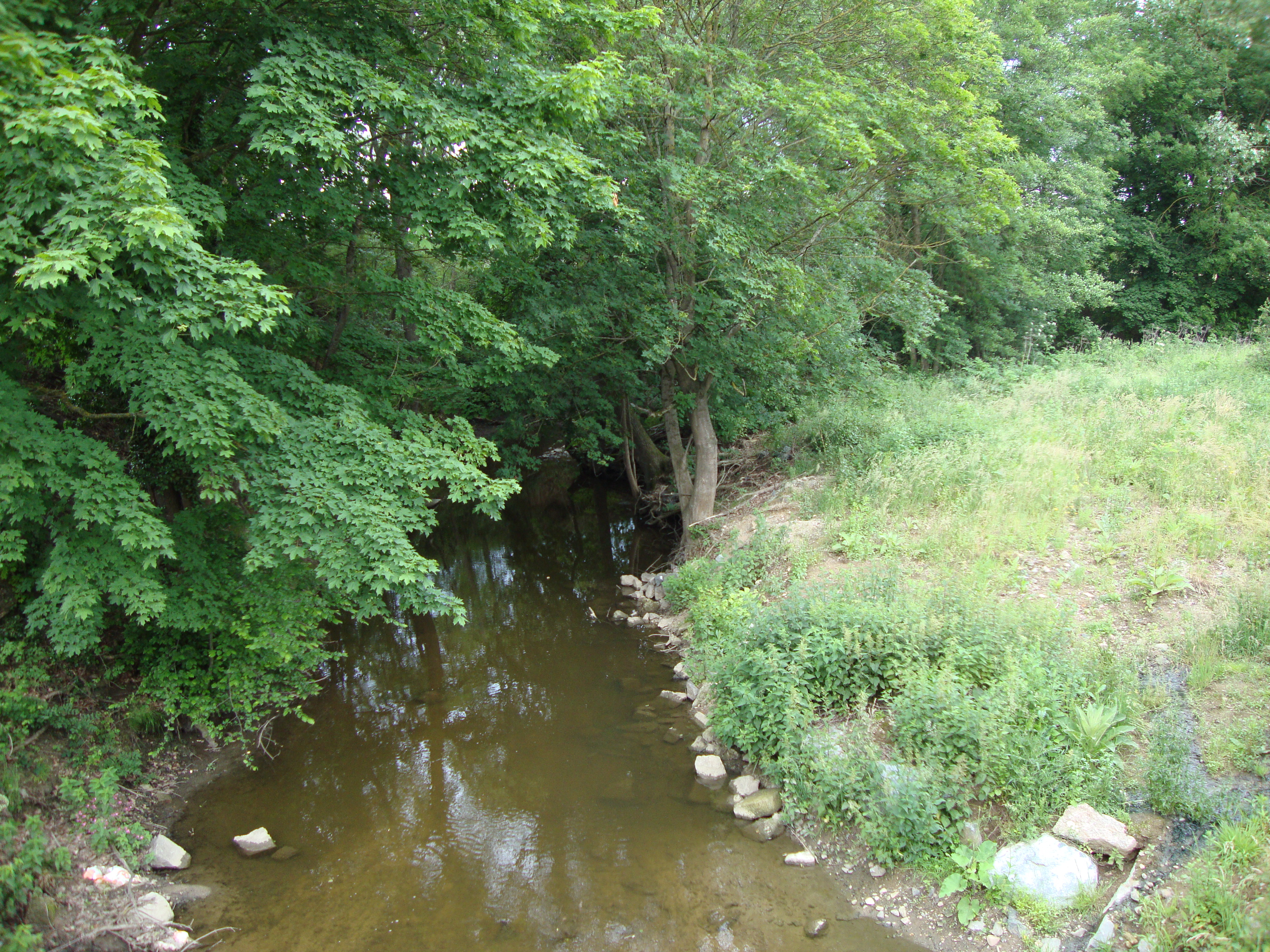
La Toranche

### Climat
Pour des articles plus généraux, voir Climat d'Auvergne-Rhône-Alpes et Climat de la Loire.
En 2010, le climat de la commune est de type climat océanique altéré, selon une étude du Centre national de la recherche scientifique s'appuyant sur une série de données couvrant la période 1971-2000. En 2020, Météo-France publie une typologie des climats de la France métropolitaine dans laquelle la commune est exposée à un climat de montagne ou de marges de montagne et est dans la région climatique Nord-est du Massif Central, caractérisée par une pluviométrie annuelle de 800 à 1 200 mm, bien répartie dans l’année.
Pour la période 1971-2000, la température annuelle moyenne est de 10,9 °C, avec une amplitude thermique annuelle de 17 °C. Le cumul annuel moyen de précipitations est de 627 mm, avec 8 jours de précipitations en janvier et 6,6 jours en juillet. Pour la période 1991-2020, la température moyenne annuelle observée sur la station météorologique de Météo-France la plus proche, « Feurs », sur la commune de Feurs à 6 km à vol d'oiseau, est de 12,1 °C et le cumul annuel moyen de précipitations est de 650,3 mm,. Pour l'avenir, les paramètres climatiques de la commune estimés pour 2050 selon différents scénarios d'émission de gaz à effet de serre sont consultables sur un site dédié publié par Météo-France en novembre 2022.

## Urbanisme

### Typologie
Au 1er janvier 2024, Saint-Laurent-la-Conche est catégorisée commune rurale à habitat dispersé, selon la nouvelle grille communale de densité à sept niveaux définie par l'Insee en 2022.
Elle est située hors unité urbaine. Par ailleurs la commune fait partie de l'aire d'attraction de Saint-Étienne, dont elle est une commune de la couronne,. Cette aire, qui regroupe 105 communes, est catégorisée dans les aires de 200 000 à moins de 700 000 habitants,.

### Occupation des sols
L'occupation des sols de la commune, telle qu'elle ressort de la base de données européenne d’occupation biophysique des sols Corine Land Cover (CLC), est marquée par l'importance des territoires agricoles (87,9 % en 2018), en diminution par rapport à 1990 (92,4 %). La répartition détaillée en 2018 est la suivante : 
terres arables (53,7 %), prairies (21,4 %), zones agricoles hétérogènes (12,8 %), eaux continentales (8,5 %), zones urbanisées (1,9 %), espaces verts artificialisés, non agricoles (1,8 %). L'évolution de l’occupation des sols de la commune et de ses infrastructures peut être observée sur les différentes représentations cartographiques du territoire : la carte de Cassini (XVIIIe siècle), la carte d'état-major (1820-1866) et les cartes ou photos aériennes de l'IGN pour la période actuelle (1950 à aujourd'hui).

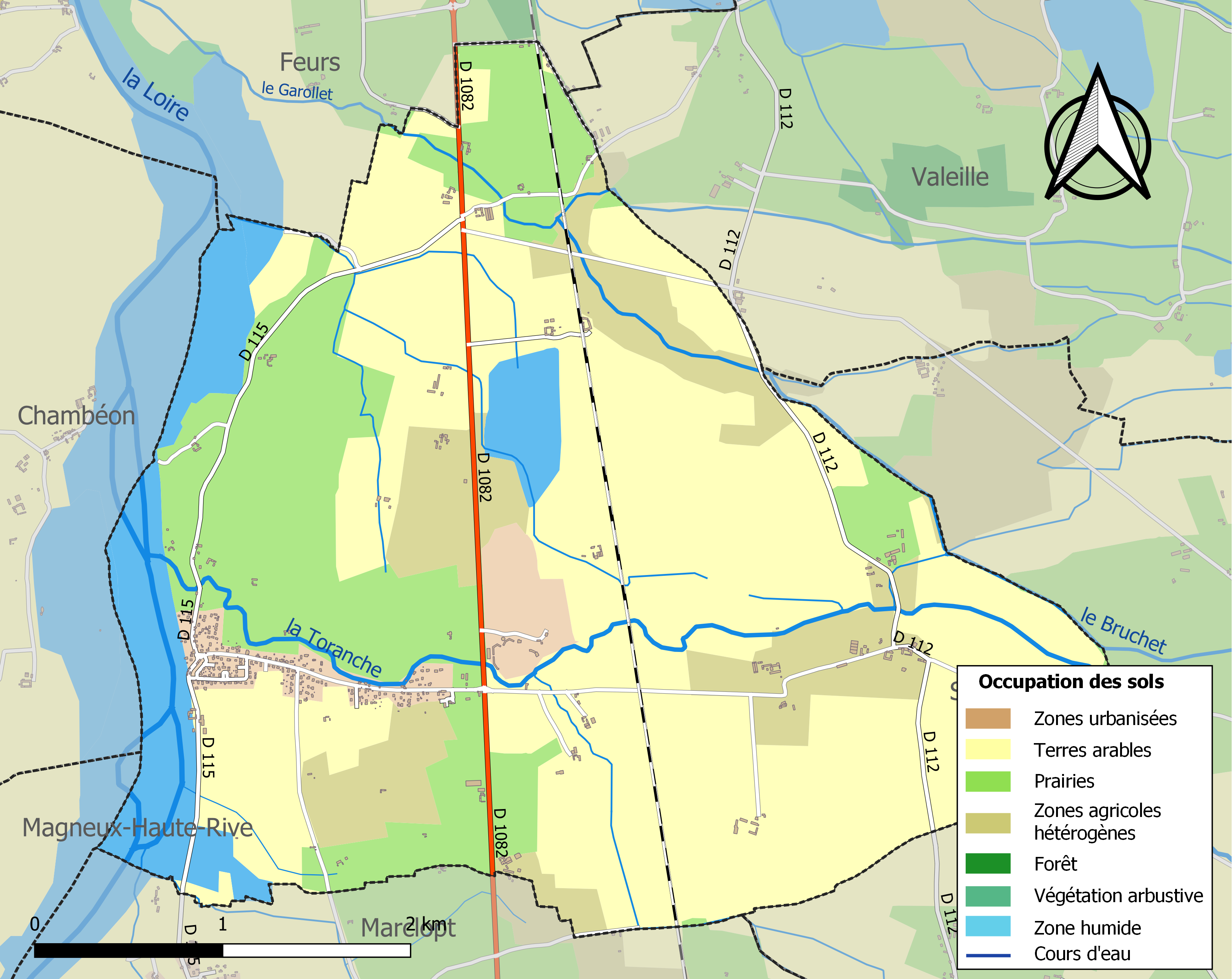
Carte des infrastructures et de l'occupation des sols de la commune en 2018 (CLC).

## Histoire

### Époque gallo-romaine
Une grande villa gallo-romaine se trouvait sur le territoire de Saint-Laurent-la-Conche  à 2 km au nord de celle de Tassin sur Marclopt et à 6,5 km au sud-ouest de Forum Segusiavorum (Feurs), le centre administratif, religieux, commercial et culturel de la civitas des Ségusiaves de la fin du premier siècle avant notre ère au début du troisième siècle de notre ère. La villa de Saint-Laurent-la-Conche devient secondaire à la fin du IIe siècle et est abandonnée au début du IIIe siècle — tandis que celle de Tassin a encore une activité notable au IIIe siècle.
Les Romains auraient gagné une bataille sur la commune face à Vercingétorix.

## Blasonnement
|  | Les armoiries de Saint-Laurent-la-Conche se blasonnent ainsi : Coupé ondé : au 1er d'or à la rame et à la gaffe de batelier d'azur, renversées et passées en sautoir, au 2e d'azur à la conche [cuve taillée dans la pierre] d'argent surmontée d'un besant d'or. Création de la Conférence Permanente d'Héraldique de la Loire. |

## Politique et administration
| Période                                  | Période  | Identité        | Étiquette | Qualité |
| ---------------------------------------- | -------- | --------------- | --------- | ------- |
| Les données manquantes sont à compléter. |          |                 |           |         |
| mars 2008                                | En cours | Jean-Luc Poyade |           |         |

## Démographie
L'évolution du nombre d'habitants est connue à travers les recensements de la population effectués dans la commune depuis 1793. Pour les communes de moins de 10 000 habitants, une enquête de recensement portant sur toute la population est réalisée tous les cinq ans, les populations de référence des années intermédiaires étant quant à elles estimées par interpolation ou extrapolation. Pour la commune, le premier recensement exhaustif entrant dans le cadre du nouveau dispositif a été réalisé en 2004.

En 2022, la commune comptait 559 habitants, en évolution de −9,98 % par rapport à 2016 (Loire : +1,32 %, France hors Mayotte : +2,11 %).
| 1793 | 1800 | 1806 | 1821 | 1831 | 1836 | 1841 | 1846 | 1851 |
| ---- | ---- | ---- | ---- | ---- | ---- | ---- | ---- | ---- |
| 442  | 348  | 354  | 393  | 365  | 385  | 418  | 444  | 425  |

| 1856 | 1861 | 1866 | 1872 | 1876 | 1881 | 1886 | 1891 | 1896 |
| ---- | ---- | ---- | ---- | ---- | ---- | ---- | ---- | ---- |
| 424  | 448  | 494  | 480  | 508  | 514  | 532  | 572  | 562  |

| 1901 | 1906 | 1911 | 1921 | 1926 | 1931 | 1936 | 1946 | 1954 |
| ---- | ---- | ---- | ---- | ---- | ---- | ---- | ---- | ---- |
| 501  | 447  | 410  | 344  | 333  | 321  | 330  | 297  | 286  |

| 1962 | 1968 | 1975 | 1982 | 1990 | 1999 | 2004 | 2006 | 2009 |
| ---- | ---- | ---- | ---- | ---- | ---- | ---- | ---- | ---- |
| 245  | 244  | 262  | 316  | 430  | 480  | 544  | 552  | 592  |

| 2014 | 2019 | 2022 | - | - | - | - | - | - |
| ---- | ---- | ---- | - | - | - | - | - | - |
| 615  | 581  | 559  | - | - | - | - | - | - |

## Lieux et monuments

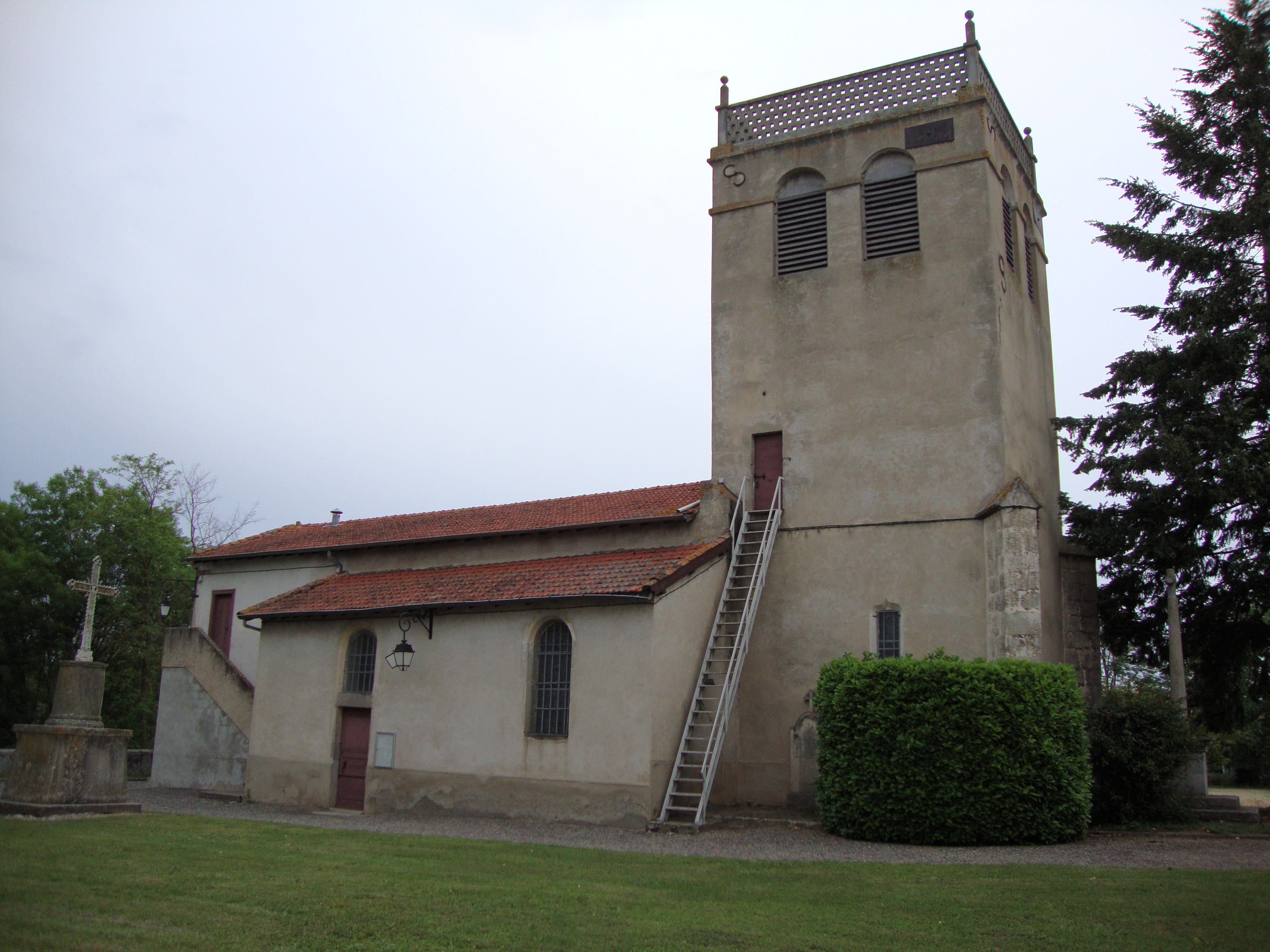
L'église.

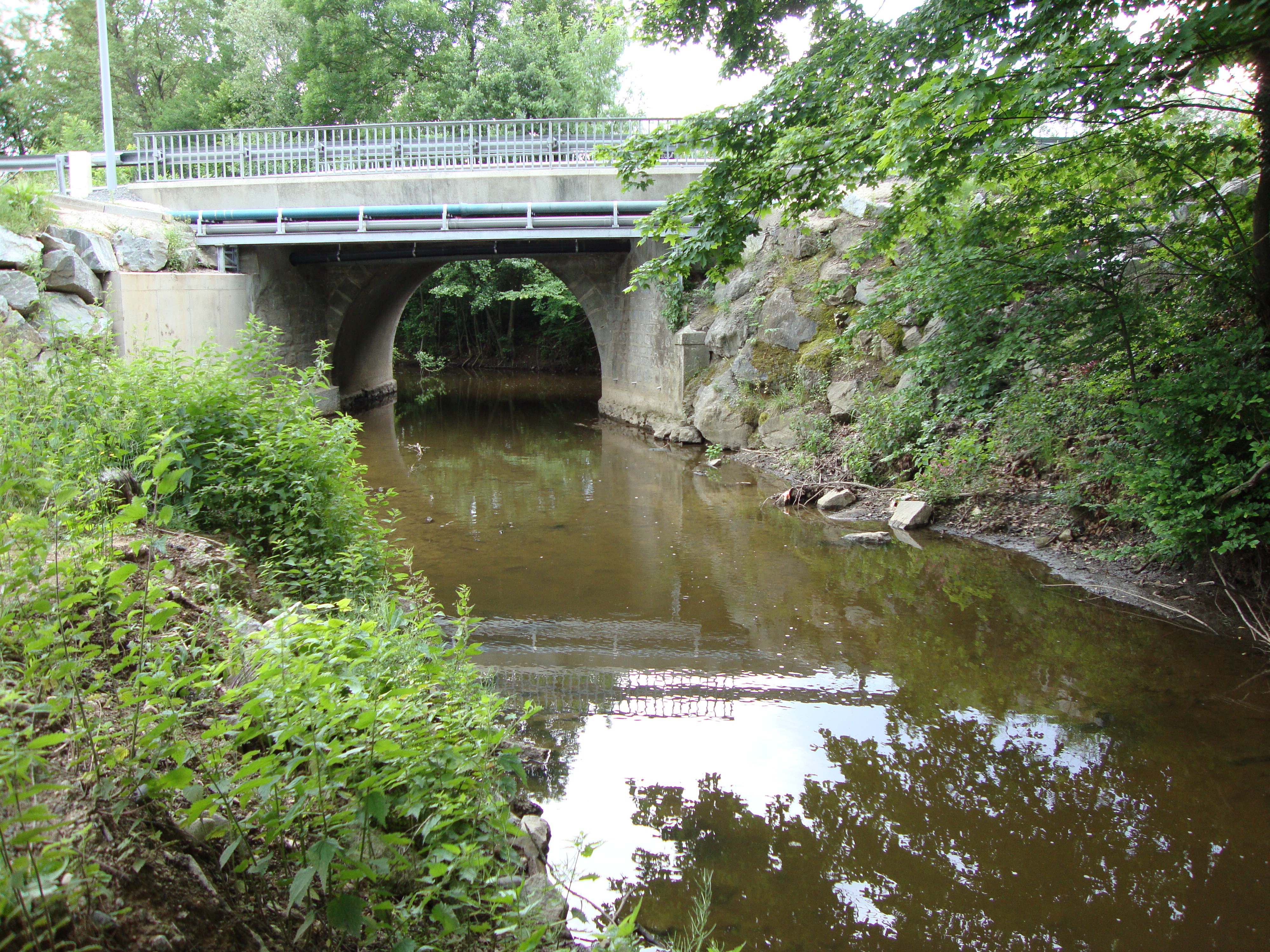
Pont de la D 115 sur la Toranche.

L'église Saint-Laurent de Saint-Laurent-la-Conche, qui date du Xe siècle, a subi plusieurs modifications depuis sa construction.

## Commerces
Le village étant très petit, il n'y a pas vraiment de centre, on note plutôt la présence de maisons indépendantes réparties sur la commune dans des lotissements. On relève cependant un restaurant faisant également office de bistrot, dépôt de journaux et de pain le week-end,.